# David Pinner
David John Pinner, född 6 oktober 1940 i Peterborough, England, är en engelsk författare och skådespelare. Hans roman Ritual från 1967 låg till grund för Anthony Shaffers manus till kultfilmen Dödlig skörd från 1973. 2014 publicerades en uppföljare till Ritual betitlad The Wicca Woman.